# Дезертир (Аватар: Легенда об Аанге)
«Дезертир» (англ. The Deserter) — шестнадцатый эпизод первого сезона американского мультсериала «Аватар: Легенда об Аанге».

## Сюжет
Аанг, Катара и Сокка видят объявление в лесу о Дне Огня. Аватар и Катара хотят сходить на него, чтобы Аанг мог учиться магии огня, но Сокка возражает. Они также видят, что Аватар разыскивается, и решают замаскироваться. Из леса за ними следит неизвестный. Животные остаются на опушке, а команда идёт на праздник. Они смотрят представление мага огня, и артист ищет добровольца для следующего трюка. Аанг хочет выйти на сцену, но тот выбирает Катару. Артист привязывает её к стулу и имитирует бой с огненным чудовищем. Он направляет огонь на Катару, и тогда Аанг сдувает пламя, выдавая себя. Маги огня хотят его арестовать, но им помогает сбежать незнакомец, следивший за ними. Убегая от солдат нации Огня, Аанг вызывает Аппу, и зубр прилетает, когда героев зажимают в переулке.
Команда узнаёт, что спасший их человек Чей — дезертир из армии огня. У костра он рассказывает им о легендарном маге огня Джонг Джонге, который был первым дезертиром. После на них нападают неизвестные и ведут к Джонг Джонгу. Тем временем в деревню прибывает адмирал Джао и узнаёт об Аватаре. Джонг Джонг отказывается принимать Аанга, говоря, что тот ещё не готов к учению. Аватар все ровно решает с ним поговорить, упрашивая обучить магии огня, но Джон Джон отказывает, ибо если сначала не овладеть магией воды и земли, огонь слишком опасен. Появляется дух Аватара Року и заставляет Джонг Джонга учить Аанга. На следующий день учитель говорит Аангу быть сосредоточенным и ведёт на гору, чтобы Аватар научился правильно дышать. После нескольких часов он возвращается к Джонг Джонгу, но тот не велел ему прекращать. Он рассказывает ему о своём бывшем несдержанном ученике, который уничтожает всё вокруг; Джао подплывает к хижине дезертира, разбираясь со всеми по пути.
Джонг Джонгу сообщают о приближении адмирала, и он оставляет Аанга, пока тот учится удерживать маленький огонь на листе. Аанг хочет большего и разжигает пламя. Он начинает жонглировать огнём, и попадает в руки Катары, обжигая подругу. Она плачет и убегает, а Сокка бросается на Аанга, затем обвиняя Джонг Джонга. Учитель говорит им уйти. Катара опускает обожжённые руки в воду, и они заживают. Джонг Джонг замечает, что у девушки дар целителя. На них нападает Джао, встречаясь со своим бывшим учителем. Катара бежит предупредить друзей. Поговорив с Соккой, она узнаёт от брата, что Аанг в хижине. Придя туда, она говорит, что её руки прошли, а на Джонг Джонга напал Джао. Аватар спешит на помощь. Учитель использует огонь и скрывается в лесу; солдаты отправляются его искать, а Джао сражается с Аангом. Аватар узнаёт, что Джао был учеником Джонг Джонга, и вспоминает слова учителя. Джао ведёт себя несдержанно, и у Аанга появляется идея. Он бежит к кораблям магов огня и провоцирует Джао открывать по нему огонь. Когда адмирал сжигает все свои судна, Аанг заявляет, что первый проиграл. Джао замечает, что натворил, и Аватар скрывается. Команда улетает на Аппе, и Катара залечивает ожоги Аанга, раскрывая друзьям свой новый дар.

## Отзывы

Динамика оценок IGN к эпизодам 1 сезона мультсериала

Тори Айрленд Мелл из IGN поставил эпизоду оценку 9 из 10 и написал, что «„Дезертир“ изучил нетерпеливость молодого Аанга, который изо всех сил пытался овладеть магией огня». Рецензент посчитал, что «сцена, в которой Аанг практиковал магию огня и случайно обжёг Катару, была прекрасной и пугающей». Критику очень понравилась финальная битва между Аватаром и адмиралом Джао.
Хайден Чайлдс из The A.V. Club подметил, что портрет Джонг Джонга также находился на доске разыскиваемых в начале эпизода. Он написал, что, когда Джао назвал своего бывшего учителя дикарём, то критик согласился, что «волосы Джей Джея действительно выглядят немного взлохмаченными по сравнению с большинством дотошных людей из нации Огня».
Screen Rant и CBR поставили серию на 7 место в топе лучших эпизодов 1 сезона мультсериала по версии IMDb.
Режиссёр Лорен Макмаллан была награждена премией «Энни» в категории «Лучшая раскадровка в анимационном телепроекте» за этот эпизод.